# 1478

## Události
- Novgorodská republika připojena k Velkoknížectví moskevskému
- 26. duben – v katedrále Santa Maria del Fiore byl spáchán atentát na hlavy rodu Medici, ovládajícího Florencii. Lorenzo I. Medicejský atentát přežil, na rozdíl od bratra Giuliana.
- červen – založení města Las Palmas de Gran Canaria
- 1. listopad – Papež Sixtus IV. na nátlak Ferdinanda Aragonského povolil zřízení španělské inkvizice, podléhající přímo španělským vládcům.

### Probíhající události
- 1455–1487 – Války růží
- 1468–1478 – Česko-uherské války

## Narození
- 7. února – Thomas More, anglický právník, politik, spisovatel a světec († 6. červenec 1535)
- 26. května – Klement VII., Giulio di Guiliano de Medici, papež († 25. září 1534)
- 28. června – Jan Aragonský a Kastilský, španělský korunní princ († 4. říjen 1497)
- 22. července – Filip I. Sličný, burgundský vévoda († 25. září 1506)
- 6. prosince – Baldassare Castiglione, italský dvořan, diplomat, voják a spisovatel († 1529)
- Girolamo Fracastoro, italský lékař, filosof a básník († 1553)
- Antonello Gagini, italský renesanční sochař na Sicílii († 1536)

## Úmrtí
- 6. ledna – Uzun Hasan, zakladatel a sultán turkmenské akkojunluské říše (* 1423)
- 18. února
  - Ču Čan-šan, syn čínského císaře Chung-siho (* 4. dubna 1406)
  - Jiří Plantagenet, vévoda z Clarence (* 21. říjen 1449)
- 23. srpna – Violanta Francouzská, savojská vévodkyně a regentka (* 1434)
- 28. srpna – Donato Acciaiuoli, italský učenec (* 15. března 1428)

## Hlavy států
- České království – Vladislav Jagellonský – Matyáš Korvín
- Svatá říše římská – Fridrich III.
- Papež – Sixtus IV.
- Anglické království – Eduard IV.
- Dánsko – Kristián I. Dánský
- Francouzské království – Ludvík XI.
- Polské království – Kazimír IV. Jagellonský
- Uherské království – Matyáš Korvín
- Litevské velkoknížectví – Kazimír IV. Jagellonský
- Norsko – Kristián I. Dánský
- Portugalsko – Alfons V.
- Švédsko – regent Sten Sture
- Rusko – Ivan III. Vasiljevič
- Kastilie – Isabela Kastilská